# Boj o Soumarský most
Boj o Soumarský most bylo vojenské střetnutí mezi spojeneckými (americkými) a německými vojsky v květnu 1945, při kterém Němci využili hraniční opevnění vybudované k ochraně prvorepublikového Československa.

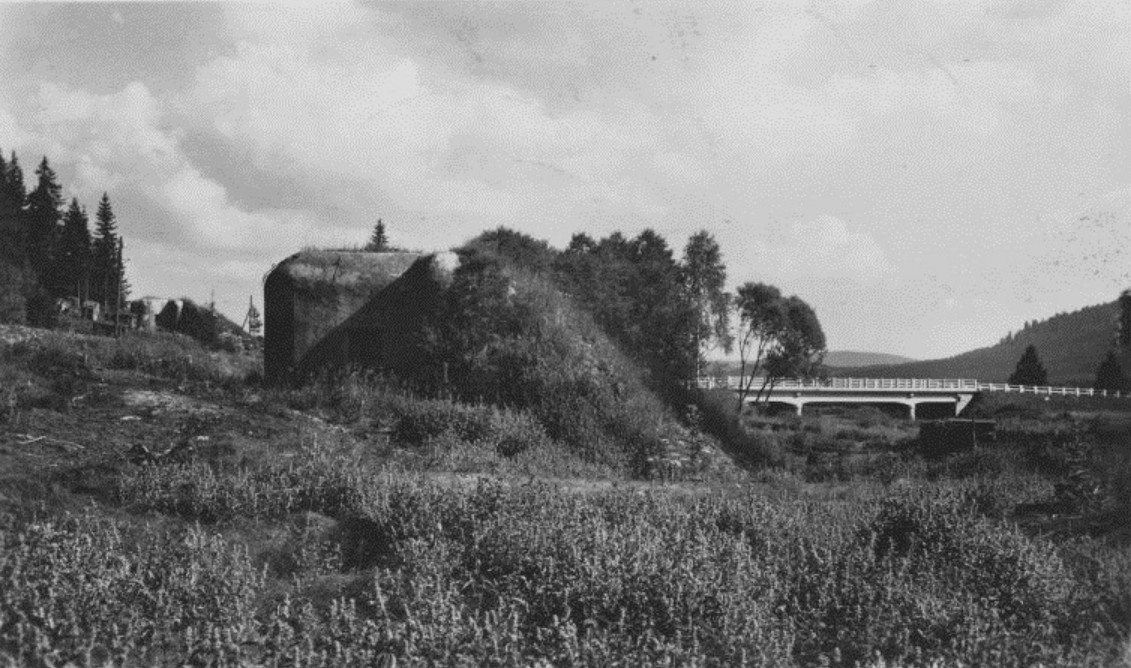
Soumarský most (stav 1937 – 4. květen 1945), v popředí lehké opevnění

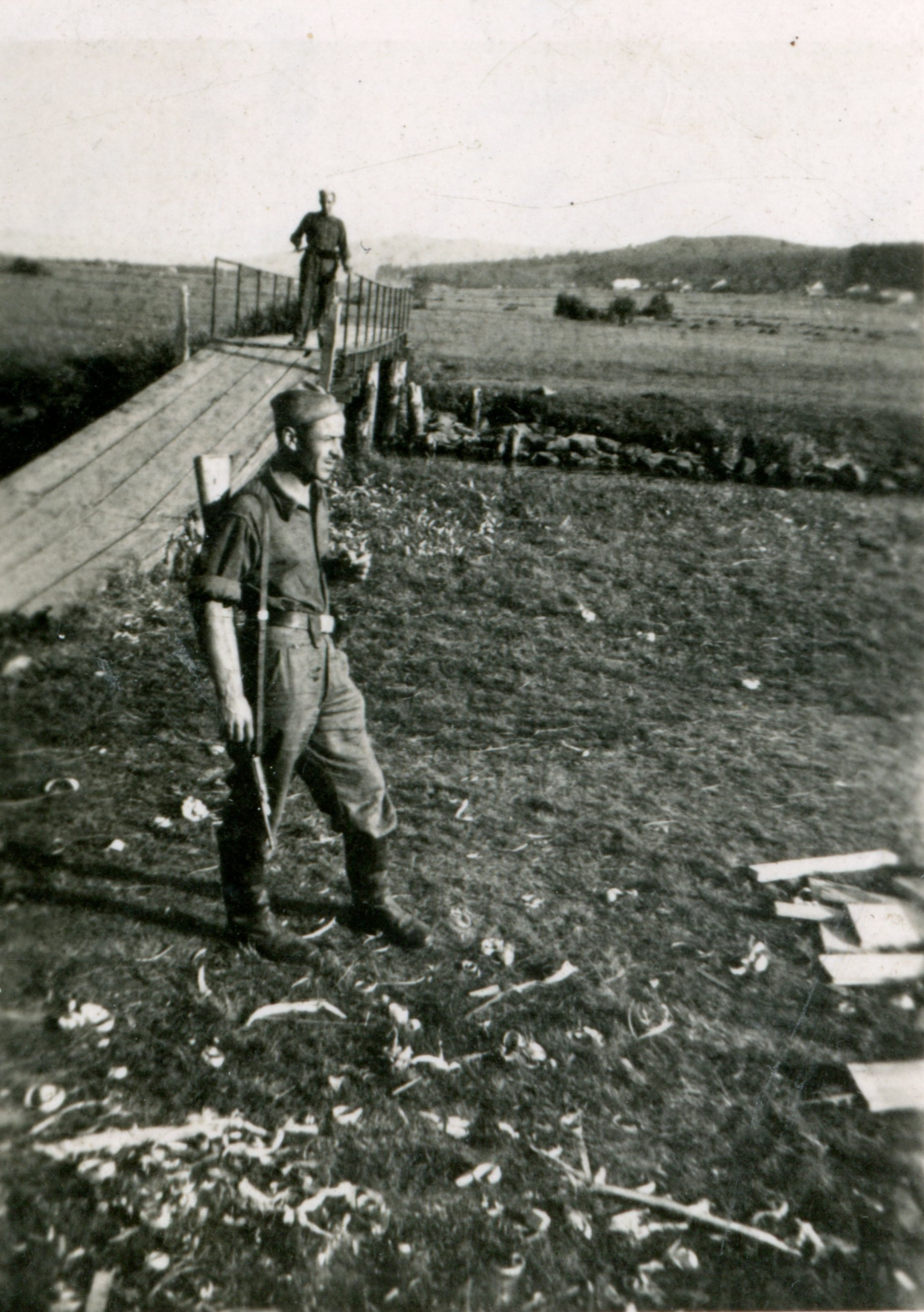
Lávka v Dobré, místo přechodu Teplé Vltavy rotou G (snímek květen 1945)

## Průběh boje
K obraně přechodu přes Soumarský most využila německá armáda lehké opevnění, které budovalo ve 30. letech 20. století Československo na ochranu proti německému vpádu. Opevnění byla rozmístěna okolo mostu a železniční trati, která prochází podél Teplé Vltavy. Boje proběhly 4. – 5. května 1945.
Pro přechod přes řeku sloužil v roce 1945 železobetonový most, který v roce 1937 nahradil původní most dřevěný. Dobývání přechodu přes řeku u Soumarského mostu se zúčastnil 2. pěší pluk 5. pěší divize americké armády, jehož rota G dorazila při hledání cesty přes Teplou Vltavu k nepoškozenému mostu 4. května 1945; zde narazila na silnou palbu. Když 3. četa, která, která byla posílena družstvem těžkých kulometů dostala za úkol zajistit most a jeho předmostí, Němci most odstřelili a přecházet mohly pouze pěší jednotky. I přesto, že se Němci bránili střelbou z pěchotních zbraní a pancéřových pěstí, podařilo se okolo 5. hodiny ranní 5. května dvěma družstvům a kulometnému oddílu přejít řeku. Vojáci zneškodnili tři z pěti bunkrů a zaujali obranné postavení podél železniční trati. V ranních hodinách podpořil německou obranu tank, který Američany získané předmostí ostřeloval. Rota G se tak nemohla ke 3. četě přiblížit a musela Teplou Vltavu přejít přes pěší lávku v Dobré (část obce Stožec). Po příchodu od jihovýchodního směru se rotě G podařilo vyhnat Němce ze dvou dosud obsazených opevnění a z polních postavení. Dne 5. května 1945 okolo 15. hodiny se podařilo uvolnit předsunutou část roty, která se zakopala na levém břehu.

## Následné osvobozování okolních měst
Do Volar dorazila americká armáda téhož dne, 5. května 1945. 6. května vstoupila americká vojska do Českého Krumlova, Mariánských Lázní, Sušice, Stříbra a Vimperku Prachatic 8. května. České Budějovice byly osvobozeny až 9. května 1945, protože se nacházely na sovětské straně demarkační čáry.

## Muzeum lehkého opevnění
Jeden z „řopíků“ poblíž Soumarského mostu je od roku 2015 zrekonstruován a využíván v letních měsících jako Muzeum lehkého opevnění".

## Galerie

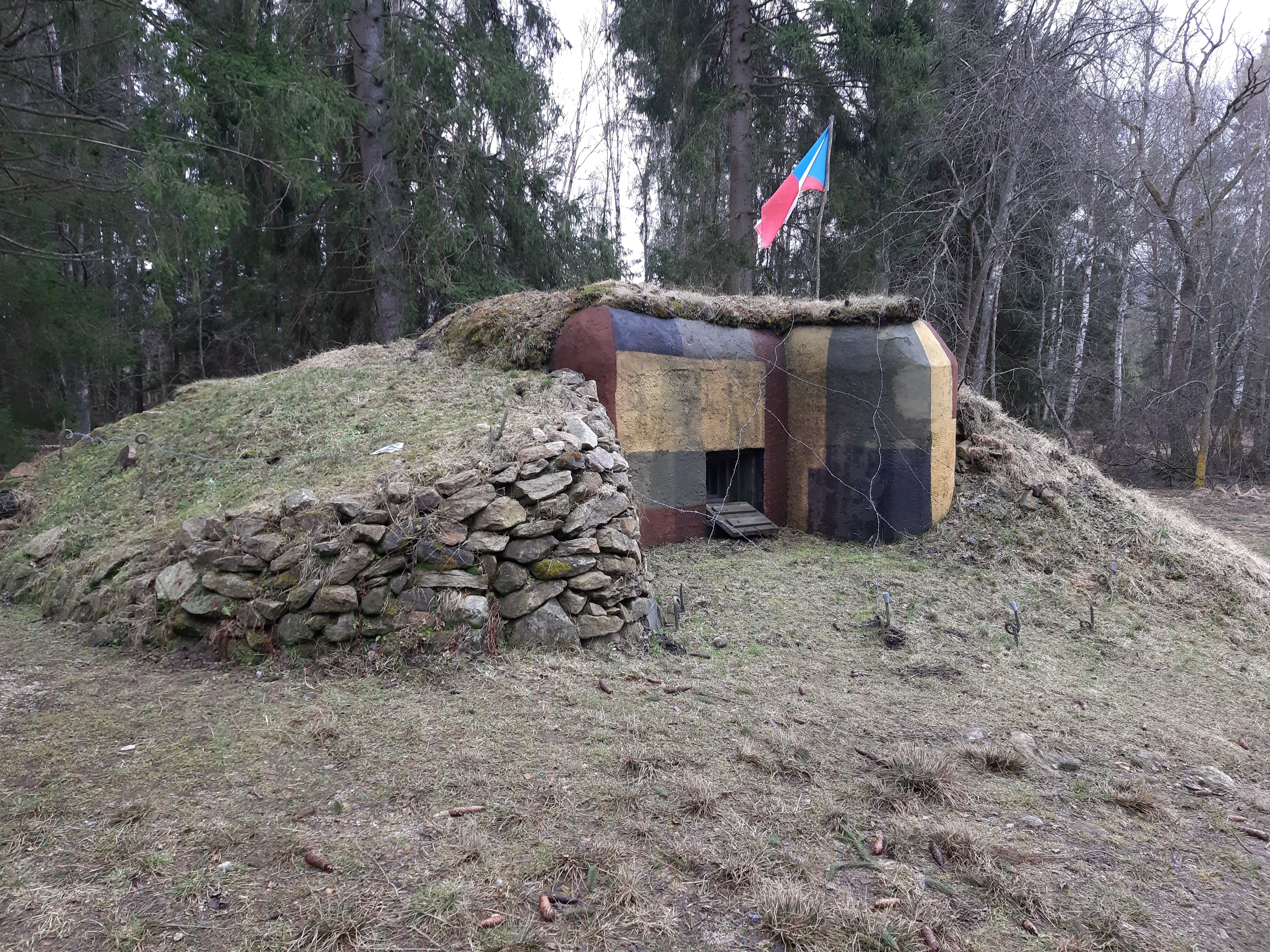
Lehké opevnění u Soumarského mostu (dnes Muzeum lehkého opevnění)
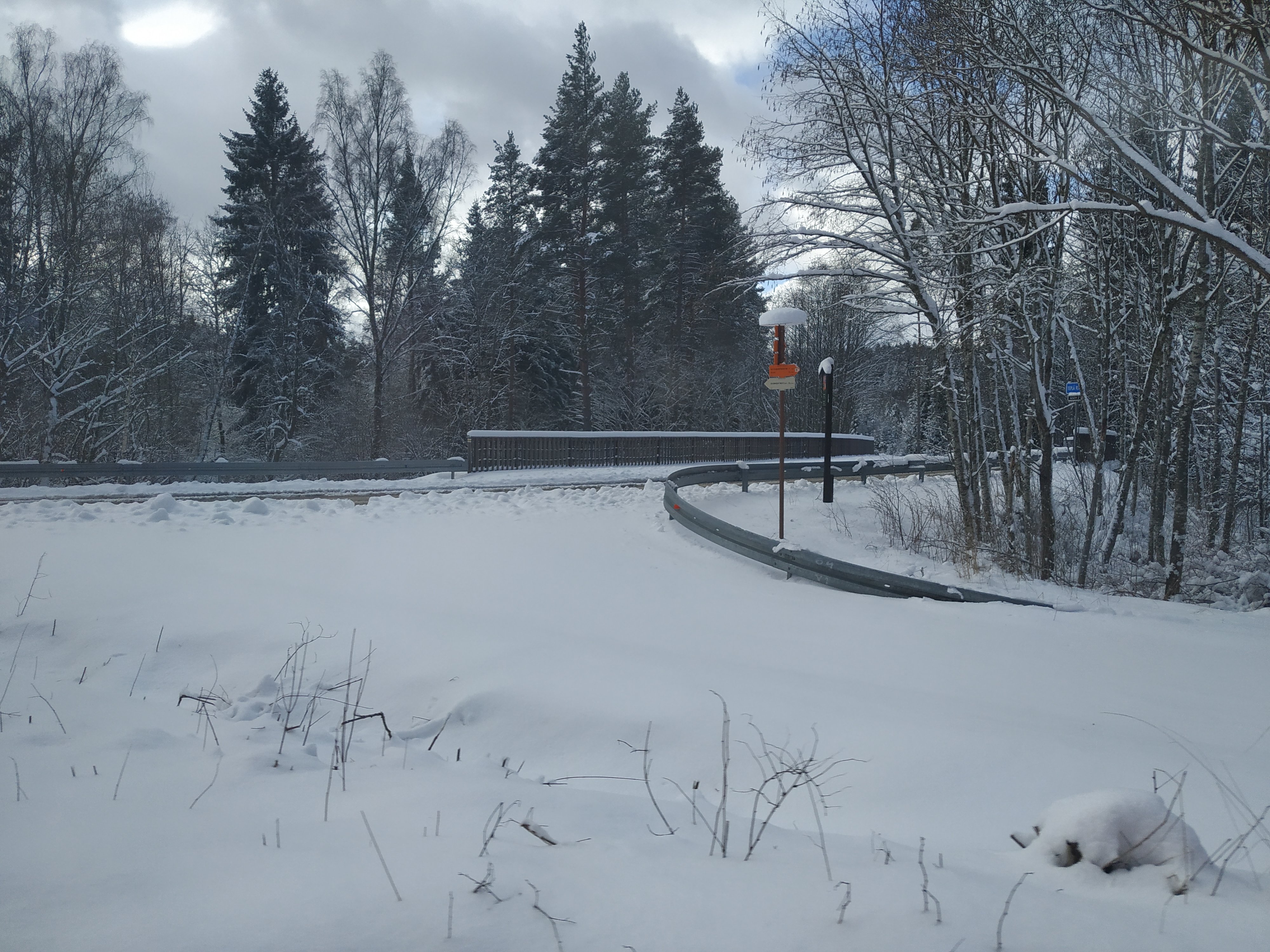
Soumarský most (stav 2020)